# درمان اچ‌آی‌وی/ایدز
مدیریت اچ‌آی‌وی/ایدز به‌طور عادی شامل مصرف داروهای ضدویروس پسگرد جهت کنترل عفونت HIV می‌شود. مؤسسه ملی بهداشت آمریکا و برخی دیگر از موسسات، استفاده از داروهای ضدویروس پسگرد را به تمام بیماران مبتلا به ایدز توصیه می‌کند.

## درمان از طریق ترکیب دارویی
| نام تجاری                             | نام داروها                                      | تاریخ اخذ تاییدیه از FDA | شرکت                                   |
| ------------------------------------- | ----------------------------------------------- | ------------------------ | -------------------------------------- |
| کامبیویر                              | زیدوودین + لامیوودین                            | ۲۶ سپتامبر ۱۹۹۷          | گلاکسواسمیت‌کلاین                       |
| تریزیویر                              | آباکاویر + زیدوودین + لامیوودین                 | ۱۵ نوامبر ۲۰۰۰           | گلاکسواسمیت‌کلاین                       |
| کالترا                                | لپیناویر + ریتوناویر                            | ۱۵ سپتامبر ۲۰۰۰          | آبوت لابراتوریز                        |
| اپزیکام (در آمریکا) کیوکسا (در اروپا) | آباکاویر + لامیوودین                            | ۲ اوت ۲۰۰۴               | گلاکسواسمیت‌کلاین                       |
| تنوفوویر/امتریسیتابین                 | تنوفوویر/امتریسیتابین                           | ۲ اون ۲۰۰۴               | گیلید ساینس                            |
| آتریپلا                               | افاویرنز + تنوفوویر/امتریسیتابین                | ۱۲ ژوئیه ۲۰۰۶            | گیلید ساینس                            |
| کمپلرا                                | ریلپیویرین + تنوفوویر/امتریسیتابین              | ۱۰ اوت ۲۰۱۱              | گیلید ساینس و تیبوتک (جانسون و جانسون) |
| استریبیلد                             | البیتگراویر + کبیکیستات + تنوفوویر/امتریسیتابین | ۲۷ اوت ۲۰۱۲              | گیلید ساینس                            |

## درمان از طریق مقابله با ویروس

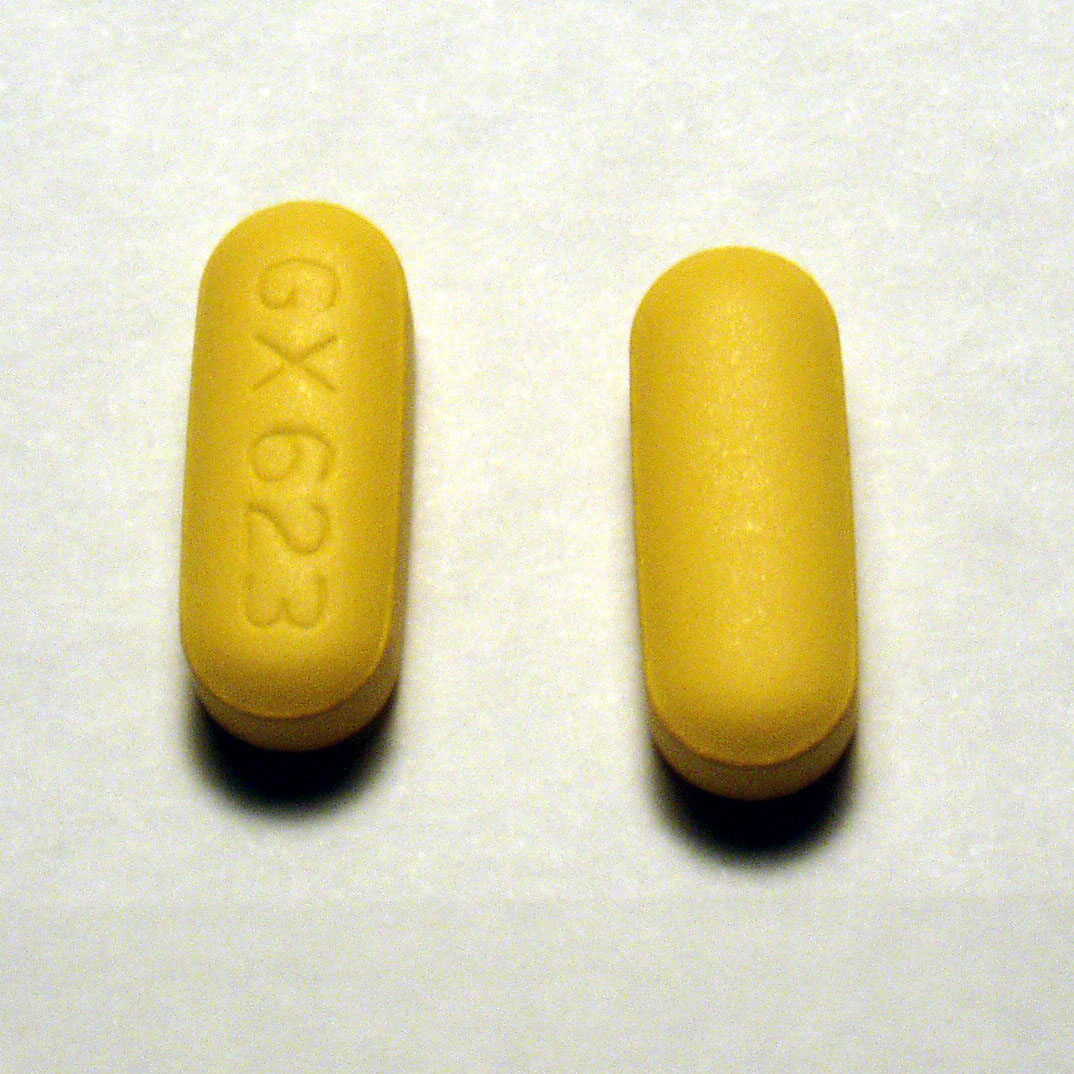
«آباکاویر» -نوکلئوزید آنالوگ معکوس مهارکننده ترانس کریپتاز (NARTI یا NRTI)

گزینه‌های فعلی HAART ترکیبی (یا «امتزاجی») از حداقل سه دارو است که دست کم دو نوع، یا «گونه،» عامل ضد ویروس پسگرد را شامل می‌شود. درمان اولیه نوعاً یک مهارکننده ترانس کریپتاز معکوس غیر نوکلئوزیدی (NNRTI) به اضافه دو مهارکننده ترانس کریپتاز معکوس شبه نوکلئوزیدی (NRTIs) است. NRTIs معمولاً شامل: زیدوودین (AZT) یا تنوفوویر (TDF) و لامیوودین (3TC) یا امتریسیتابین (FTC) است. ترکیب این عوامل که شامل مهار کننده پروتئازها (PI) می‌باشد و در صورتی که دستور بالا کارایی لازم را نداشته باشد مورد استفاده قرار می‌گیرد.
زمان شروع درمان ضد ویروس پسگرد مورد مناقشه است. سازمان بهداشت جهانی، استفاده از درمان ضد ویروس پسگرد را در تمام افراد نوجوان، بزرگسال و زنان بارداری توصیه می‌کنند که CD4 آن‌ها کمتر از ۳۵۰ میکرولیتر است یا بدون توجه به CD4 نشانه‌های بیماری را دارند. مرکز کنترل بیماری‌ها(CDC) در ایالات متحده در سال ۲۰۱۴ شروع این درمان را برای همه افراد مبتلا بدون توجه به تعداد CD4 و بار ویروس توصیه کرده‌است. دارند. این واقعیت که شروع درمان در این سطح خطر مرگ و میر را کاهش می‌دهد از این توصیه پشتیبانی می‌کند. هم چنین سازمان بهداشت جهانی این درمان را برای افراد اچ‌آی‌وی مثبت مبتلا به مرض سل و مبتلایان به هپاتیت ب مزمن و فعال پیشنهاد می‌کند. پیشنهاد می‌شود زمانی که این درمان آغاز شد بدون وقفه ادامه یابد. نتیجه مطلوب درمان این است که در مدت زمان طولانی تعداد HIV-RNA در پلاسما زیر ۵۰ کپی بر میلی‌لیتر باشد. توصیه می‌شود سطوح تعیین‌کننده مؤثر بودن درمان در وهلهٔ اول بعد از چهار هفته اندازه‌گیری شوند و زمانی که سطوح به پایین‌تر از ۵۰ کپی بر میلی‌لیتر رسید معمولاً کنترل آن هر سه تا شش ماه یک بار کافی خواهد بود. به نظر می‌رسد که در کنترل ناموثر چیزی بیش ۴۰۰ کپی بر میلی‌لیتر دیده خواهد شد. بر اساس این معیار در بیش از ۹۵٪ از افراد درمان در سال اول مؤثر خواهد بود.
مزیت‌های درمان شامل کاهش خطر پیشروی ایدز و کاهش خطر مرگ می‌باشد. همچنین در کشورهای در حال توسعه درمان باعث بهبود اوضاع جسمی و سلامت روحی فرد می‌شود. در صورت اقدام به درمان تا ۷۰٪ خطر ابتلا به سل کاهش خواهد یافت. مزیت‌های دیگر درمان شامل کاهش خطر انتقال بیماری به شریک جنسی و کاهش امکان انتقال از مادر به فرزند می‌باشد. تأثیر درمان تا حد زیادی به انطباق بستگی دارد. دلایل عدم انطباق عبارتند از: دسترسی معدود به مراقبت‌های پزشکی، عدم حمایت‌های اجتماعی کافی، بیماری روانی و سوء مصرف مواد.
همچنین پیچیدگی روش‌های درمانی (به دلیل تعدد قرص‌ها و دوزها) و اثرات جانبی آن‌ها ممکن است موجب عدم تابعیت اختیاری فرد شود. البته در کشورهای با درآمد کم تابعیت از درمان افراد به خوبی کشورهایی است که افراد آن درآمد بالایی دارند.
عوارض جانبی خاص به داروی مصرفی مربوط می‌شوند. رایج‌ترین آن‌ها عبارتند از: سندرم دیستروفی، دیس‌لیپیدمی و مرض قند که به ویژه با مهارکننده‌های پروتئاز عارض می‌شوند. سایر علائم شایع عبارتند از: اسهال، و افزایش خطر ابتلا به بیماری قلبی-عروقی. البته عوارض جانبی برخی از درمان‌های پیشنهاد شده اخیر کمتر هستند. مشکل برخی از داروها ممکن است گرانقیمت بودن آن‌ها باشد. البته، از سال ۲۰۱۰، ۴۷٪ کسانی که به این داروها احتیاج پیدا می‌کنند متعلق به کشورهای با درآمد کم یا متوسط هستند. برخی از داروها می‌توانند موجب بیماری مادرزادی بشوند و بنابراین برای زنانی که امید به بچه‌دار شدن دارند مناسب نیست.
درمان‌های پیشنهادی برای کودکان تا حدی متفاوت از درمان بزرگسالان است. در کشورهای در حال توسعه، از سال ۲۰۱۰، ۲۳٪ کودکانی که نیاز به معالجه داشته‌اند تحت درمان قرار گرفته‌اند. هم سازمان بهداشت جهانی و هم ایالت متحده آمریکا توصیه می‌کنند که همه کودکان کمتر از دوازده ماه تحت درمان قرار بگیرند. ایالت متحده برای کودکانی که بین یک تا پنج سال هستند توصیه می‌کند که آن‌هایی تحت درمان قرار بگیرند که میزانHIV RNA آن‌ها بیشتر از ۱۰۰٫۰۰۰ کپی بر میلی‌لیتر باشد، و کودکانی که سن آن‌ها بالای پنج سال است زمانی که تحت درمان قرار بگیرند که میزان CD4 آن‌ها کمتر از ۵۰۰ در هر میکرولیتر باشد.

## عفونت‌های فرصت‌طلب
اقدام‌های انجام شده در جهت جلوگیری از عفونت‌های فرصت‌طلب در بسیاری از افراد مبتلا به ایدز مؤثر می‌باشد. غالباً درمان‌های ضد ویروسی عفونت‌های فرصت‌طلب موجود را بهبود می‌دهند و همچنین باعث کاهش خطر ابتلا به آن در آینده می‌شوند. پیشنهاد می‌شود افرادی که در معرض ابتلا به HIV هستند قبل از ابتلا به عفونت خود را در برابر هپاتیت آ و ب واکسینه کنند، اگرچه بعد از عفونت نیز می‌توانند این کار را انجام دهند. توصیه می‌شود برای نوزادان بین چهار تا شش هفته و نوزادانی که دوره استفاده از شیر مادر آن‌ها به پایان رسیده و مادران آن‌ها مبتلا به HIV، در موارد محدود از درمان پیشگیرانه تری متوپریم/سولفامتوکسازول استفاده شود. همچنین این دارو برای جلوگیری از PCP در افرادی که اندازه CD4 آن‌ها کمتر از ۲۰۰ سلول بر میکرولیتر است و در کسانی که در حال حاضر یا قبلاً PCP داشته‌اند توصیه می‌شود.به افرادی که از ایمنی قابل توجهی برخوردار هستند نیز توصیه می‌شود تا برای جلوگیری از ابتلا به توکسوپلاسموز و مننژیت کریپتوکوکوس از درمان پیشگیرانه بهره‌مند شوند. بین سال‌های ۱۹۹۲ و ۱۹۹۷اقدامات مناسب پیشگیرانه میزان ابتلا به این عفونت‌ها را تا ۵۰٪ کاهش داده بود.

## داروهای جایگزین
در آمریکا، تقریباً ۶۰٪ افراد مبتلا به HIV از اشکال مختلف داروهای مکمل یا جایگزین استفاده می‌کنند.البته مؤثر بودن اکثر این درمان‌ها تأیید نشده‌است.با توجه به مشاوره رژیم غذایی، برخی از شواهد نشان می‌دهند که مصرف ریزخوراکهای مکمل سودمند است. شواهد تجربی و آزمایش‌ها نشان داده‌اند که مکمل‌هایی که دارای سلنیم هستند نیز فایده‌مند هستند. شواهدی وجود دارند که نشان می‌دهند مصرف مکمل ویتامین آ در کودکان میزان مرگ و میر را کاهش داده و روند رشد را بهبود می‌بخشد. در آفریقا در زنان باردار و شیرده که در معرض خطر کمبود مواد مغذی هستند مصرف مولتی ویتامین منجر به بهبود وضعیت مادر و فرزند شده‌است. سازمان بهداشت جهانی مصرف غذایی ریزخوراک‌ها در سطوح RDA بزرگسالان مبتلا به HIV را توصیه می‌کند. سازمان بهداشت جهانی اعلام کرده‌است که تحقیقات متعدد نشان داده‌اند مکمل ویتامین آ، روی و آهن می‌تواند باعث بروز عوارض HIV در بزرگسالان مبتلا به این بیماری شود. شواهد کافی برای حمایت از مصرف داروهای گیاهی وجود ندارد.

## عوارض جانبی
| - درد شکمی (ریتانویر) - آلوپسی (INF-alpha) - کم‌خونی (AZT) - ضعف - بیماری قلبی-عروقی/سکته قلبی - اسهال - سندروم فانکونی - باد شکم (تنافویر) - بزرگ‌شدن پستان مردانه - سردرد (3TC بیش از حد) - هپاتیت | - بیلی‌روبین - بی‌خوابی - یرقان - نارسایی کبد - ناراحتی - میگرن - درد عضله - تهوع (AZT) - کابوس (EFZ) - زخم دهانی (ddC) - پانکراتیت (ddI) | - خواب رفتگی (IDV) - راش (ضایعه پوستی) - نارسایی کلیه - خواب آلودگی - نشانگان استیونز–جانسون - استفراغ (AZT) - خشکی دهان - بی نظمی در قاعدگی - تغییرات فرم ناخن - پنومونی (سینه پهلو یا ذات الریه) |